# 목담서원
옥천 목담서원  ( 沃川  鶩潭書院 )
         충북 옥천군 동이면 옥천동이로 788-28
목담서원( 鶩潭書院)은 1765년(영조41년) 지역의 유림과 옥천전씨(沃川全氏) 후손들이  목담서원(鶩潭書院)으로 창건하였다. 목담서원이 창건되면서 조선중기의 문신 전팽령(全彭齡, 1480~1560) 선생의 영정만을 봉안 하였다가 1776년에 강학(講學) 할 수 있는 서원의 면모를 갖추어 향토의 교육기관으로 후학을 양성하였다. 1819년(순조 19년) 전 식(全湜 , 1563-1642) 선생의 영정을 상주에서 이모봉안(移摹奉安) 하여 전팽령선생과 함께 봉향해 오다가 흥선대원군의 전국 서원 철폐령으로 1868년에 훼철되었다. 1936년에 후손들이 원상복원하면서 목당영당만을 다시 세웠다. 당초 영당 안에는 충청북도 유형문화재 제171호로 지정된 전식선생의 영정이 보관되어 있었으나 청주박물관에서 위탁관리하고 있고 대신 모사본이 봉안되어 있다. 현재는 고려 27대 충숙왕때 판도판서를 지낸 옥천전씨 득관조(得貫祖)인 관성군(管城君) 전 유(全 侑)선생과 조선시대 문신 전팽령선생, 전식선생의 위패와 영정 3위가 봉안되어 있다. 매년 3월 중정(中丁)일에 춘향제(春享祭)를 옥천지방 유림의 주간하에 제향을 올리고 있다. 이 건물은 정면 3칸, 측면 1칸 반의 홑처마 민도리집이다. 측면 1칸 반 중 전면 반칸은 툇마루를 두고, 후면 1칸은 통칸으로 하여 영정을 봉안하는 공간으로 만들었다.
마당 앞에 삼문을 세우고 주위로는 막돌담장을 쌓았다.
                    옥천 목담서원